# منطقة بالي
بالي رمزها «PA» (بالإنجليزية: Pali)‏ ، هو تقسيم إداري لدولة الهند تتبع ولاية راجاستان (بالإنجليزية: Rajasthan)‏ ، مركزها هو مدينة بالي (ولاية راجستان) (بالإنجليزية: Pali)‏ عدد سكانها حسب تعداد سنة 2001 هو 1,819,201 ، مساحتها 12,387 كم² وكثافة السكان 147 لكل كم².